# Cauroy-lès-Hermonville
Cauroy-lès-Hermonville és un municipi francès, situat al departament del Marne i a la regió del Gran Est. L'any 2007 tenia 462 habitants.

## Demografia

### Població
El 2007 la població de fet de Cauroy-lès-Hermonville era de 462 persones. Hi havia 164 famílies, de les quals 31 eren unipersonals (8 homes vivint sols i 23 dones vivint soles), 43 parelles sense fills i 90 parelles amb fills.
La població ha evolucionat segons el següent gràfic:
Habitants censats

### Habitatges
El 2007 hi havia 177 habitatges, 164 eren l'habitatge principal de la família, 5 eren segones residències i 8 estaven desocupats. 176 eren cases i 1 era un apartament. Dels 164 habitatges principals, 123 estaven ocupats pels seus propietaris, 36 estaven llogats i ocupats pels llogaters i 5 estaven cedits a títol gratuït; 1 tenia dues cambres, 4 en tenien tres, 31 en tenien quatre i 128 en tenien cinc o més. 151 habitatges disposaven pel capbaix d'una plaça de pàrquing. A 55 habitatges hi havia un automòbil i a 97 n'hi havia dos o més.

### Piràmide de població
La piràmide de població per edats i sexe el 2009 era:
| Homes | Edats   | Dones |
| ----- | ------- | ----- |
| 0     | 95 o +  | 0     |
| 4     | 90 a 94 | 4     |
| 0     | 85 a 89 | 4     |
| 4     | 80 a 84 | 0     |
| 4     | 75 a 79 | 4     |
| 8     | 70 a 74 | 12    |
| 4     | 65 a 69 | 8     |
| 4     | 60 a 64 | 4     |
| 0     | 55 a 59 | 4     |
| 8     | 50 a 54 | 12    |
| 12    | 45 a 49 | 16    |
| 4     | 40 a 44 | 4     |
| 32    | 35 a 39 | 20    |
| 12    | 30 a 34 | 16    |
| 12    | 25 a 29 | 8     |
| 8     | 20 a 24 | 8     |
| 8     | 15 a 19 | 8     |
| 24    | 10 a 14 | 12    |
| 12    | 5 a 9   | 12    |
| 20    | 0 a 4   | 8     |

## Economia
El 2007 la població en edat de treballar era de 305 persones, 231 eren actives i 74 eren inactives. De les 231 persones actives 216 estaven ocupades (116 homes i 100 dones) i 15 estaven aturades (9 homes i 6 dones). De les 74 persones inactives 23 estaven jubilades, 28 estaven estudiant i 23 estaven classificades com a «altres inactius».

### Ingressos
El 2009 a Cauroy-lès-Hermonville hi havia 166 unitats fiscals que integraven 470 persones, la mediana anual d'ingressos fiscals per persona era de 21.445 €.

### Activitats econòmiques
Dels 18 establiments que hi havia el 2007, 1 era d'una empresa extractiva, 2 d'empreses de fabricació d'altres productes industrials, 6 d'empreses de construcció, 5 d'empreses de comerç i reparació d'automòbils, 1 d'una empresa financera, 1 d'una empresa de serveis i 2 d'empreses classificades com a «altres activitats de serveis».
Dels 5 establiments de servei als particulars que hi havia el 2009, 3 eren lampisteries, 1 electricista i 1 perruqueria.
L'únic establiment comercial que hi havia el 2009 era una adrogueria.
L'any 2000 a Cauroy-lès-Hermonville hi havia 12 explotacions agrícoles que ocupaven un total de 680 hectàrees.

## Equipaments sanitaris i escolars
El 2009 hi havia una escola elemental integrada dins d'un grup escolar amb les comunes properes formant una escola dispersa.

## Poblacions més properes
El següent diagrama mostra les poblacions més properes.